# ABU TV ソング・フェスティバル2018
ABU TV ソング・フェスティバル2018 (ABU TV Song Festival 2018)は、アジア太平洋放送連合 (ABU) 加盟放送局によって開催される、アジア規模の音楽コンテスト。
アジア、オセアニア、アフリカにある国と地域が参加。

## 大会概要
開催都市の詳細については、アシガバードを参照。
アジア太平洋放送連合（ABU）は、トルクメニスタンのアシガバードにおいて、7回目のABU TVソング・フェスティバルを開催することを確認した。この大会がトルクメニスタンで開催されるのは史上初。
アジア、オセアニア地域とアフリカ放送連合 (AUB)からの参加を含む、14組が出場。
前回大会に参加していた中国、マレーシア、ザンビアは出場しなかったが、2013年大会以来出場が無かったキルギスと、2016年大会以来出場がなかったトルコが、今大会への参加を表明した。

## 参加国・地域
| 国・地域               | 歌手                                 | 曲名                                      | 言語 |
| ---------------------- | ------------------------------------ | ----------------------------------------- | ---- |
| アフガニスタン         | Negar Mandegar                       | My Love（私の愛）                         |      |
| アフリカ放送連合 (AUB) | Tiboy Shalla（ ベナン）              | YOUR NUMBER （あなたの番号）              |      |
| 香港                   | Thye Cho Yee                         | Chasing Dream （追いかける夢）            |      |
| インド                 | Kushal Paul                          | Raaj Kapoor Medley                        |      |
| インドネシア           | Lana Nitibaskara                     | Reach For The Stars （高望みします）      |      |
| マカオ                 | Germano Bibi Guilherme（古卓文）     | 耐得住寂寞 (Dare To Wait)（あえて待つ）   |      |
| 日本                   | 藍井エイル                           | IGNITE                                    |      |
| カザフスタン           | Nursultan Zhexenbin                  | I'm inflamed （私は炎症を起こしています） |      |
| キルギス               | Gulzhigit Kalykov                    | Rain （雨）                               |      |
| モルディブ             | Mohamed Abdul Ghanee・Mariyam Ashfa  | Flower （花）                             |      |
| 韓国                   | K.Will                               | Please don't･･･ （やめてください）        |      |
| トルコ                 | GÜLİZ AYLA・BAHADIR TATLIÖZ          | Kimin umrunda （誰も気にしない）          |      |
| トルクメニスタン       | Myahri Pirgulyeva                    | Mondjukatdy （言ってみよう）              |      |
| トルクメニスタン       | Begench Charyev                      | Love （愛）                               |      |
| トルクメニスタン       | Gulshat Gurdowa・Parahat Amandurdyev | Turkmenistan                              |      |
| ウズベキスタン         | Fahriddin Hamdamov                   | Come to me （うちにおいで）               |      |
| ベトナム               | Pham Khanh Linh                      | Back to Winter （冬に戻る）               |      |
| 出演者全員             | -                                    | Just go ahead my beloved Turkmenistan     |      |

## その他
カタール - 今年のABU TVソングフェスティバルに出場するとの観測があったが、実現しなかった。